# 枚方市立枚方小学校
枚方市立枚方小学校（ひらかたしりつ ひらかたしょうがっこう）は、大阪府枚方市枚方上之町にある公立小学校。
明治時代初期の1873年、河内国第八郷学校（現在の枚方市立蹉跎小学校）の分校として、当時の茨田郡枚方村（町村制実施により北河内郡枚方町）に設置された学校を起源としている。

## 沿革
- 1873年2月1日 - 河内国第八郷学校出張所として、堺県茨田郡枚方村・願生坊に開設。
- 1873年5月 - 河内国第六十七番小学校と改称。
- 1875年8月 - 第三大学区第十八中学区堺県管内茨田郡枚方小学校と改称。
- 1887年4月 - 高等科を併設し、茨田郡枚方尋常高等小学校と改称。
- 1888年5月 - 高等科を茨田高等小学校（高等科単独校。門真村に設置）に移管。茨田郡枚方尋常小学校と改称。
- 1889年4月1日 - 町村制実施により、北河内郡枚方尋常小学校と改称。
- 1902年4月1日 - 高等科を併置、北河内郡枚方尋常高等小学校と改称。
- 1926年9月1日 - 枚方町大字枚方215番地（現在地・当時の住所表示）に移転。
- 1941年4月1日 - 国民学校令により、北河内郡枚方国民学校と改称。
- 1947年4月1日 - 学制改革により、枚方町立枚方小学校と改称。
- 1947年8月1日 - 枚方町が市制施行で枚方市になったことに伴い、枚方市立枚方小学校と改称。
- 1947年12月 - 給食開始。
- 1956年11月26日 - 枚方市立枚方第二小学校を分離。
- 1964年4月1日 - 従来の校区の一部を、新設の枚方市立桜丘小学校校区へ分離。
- 1981年4月 - 難聴学級を設置。
- 1983年4月1日 - 従来の校区の一部を、新設の枚方市立伊加賀小学校校区へ分離。
- 1986年6月 - 校地を拡張。隣接地（旧通商産業省用地）を買収し校地へ編入。
- 1998年10月 - 校区変更。走谷1丁目を校区に編入。
- 2005年 - 枚方市教育委員会から、枚方市小中一貫英語教育研究モデル事業校に指定される（枚方中学校校区として）。
- 2023年2月1日 - 創立150周年を迎える。

## 通学区域
- 枚方市[1]
  - 伊加賀南町、伊加賀北町、伊加賀本町、伊加賀東町、伊加賀寿町、岡南町（一部）、岡山手町（一部）、菊丘町、桜町、高塚町、堤町、走谷一丁目（一部）、枚方元町、枚方上之町、枚方公園町、三矢町。

## 進学先中学校
卒業生は基本的に枚方市立枚方中学校に進学する。

## 出身者
- 川崎麻世 - 俳優・歌手。
- 森繁久彌 - 俳優。1年次に在籍（兵庫県武庫郡鳴尾尋常小学校を経て大阪市堂島尋常小学校へ転校）
- 片渕須直 - アニメーション監督。1年生の途中で寝屋川市に引越。

## 交通
- 京阪本線 枚方公園駅 東へ約700m。
- 京阪本線・交野線 枚方市駅 南西へ約1.1km。